# ヴォルガ＝ヴャトカ経済地区
ヴォルガ＝ヴャトカ経済地区（ヴォルガ＝ヴャトカけいざいちく、ロシア語: Во́лго-Вя́тский экономи́ческий райо́н, ロシア語ラテン翻字: Vólgo-Vyátsky ekonomíchesky rayón）はロシアの12の経済地区の1つ

## 行政区画
沿ヴォルガ連邦管区
- チュヴァシ共和国
- キーロフ州
- マリ・エル共和国
- モルドヴィア共和国
- ニジニ・ノヴゴロド州